# Hans Weber (Schriftsteller)

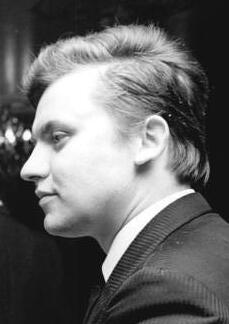
Hans Weber, im Jahre 1968

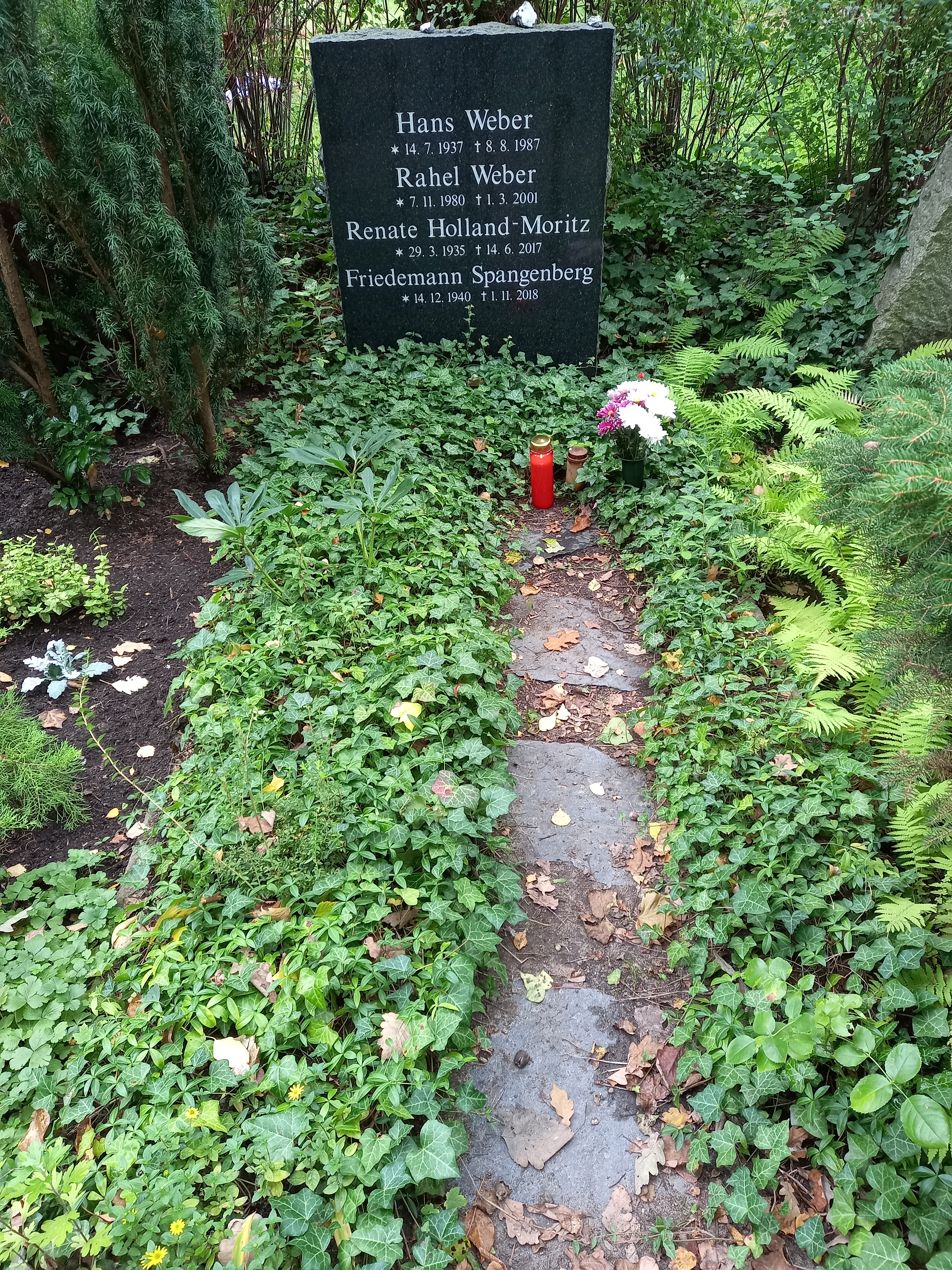
Grabstätte von Hans Weber in der Reihe der Künstlergräber auf dem Zentralfriedhof Friedrichsfelde

Hans Weber (* 14. Juli 1937 in Crossen an der Oder; † 8. August 1987 in Berlin) war ein deutscher Schriftsteller in der DDR.

## Leben
Weber war der Sohn eines Malers, der als Soldat im Zweiten Weltkrieg starb. Weber kam mit seiner Mutter 1945 in der Folge des Krieges nach Spremberg. Er studierte ab 1953 am Institut für Lehrerbildung in Neuzelle. Danach arbeitete er in Haidemühl und Finkenheerd als Lehrer. Nebenbei schrieb er sein erstes Buch Mit Gabi in Bomsdorf, das als Fortsetzungsroman in der Zeitschrift Für Dich veröffentlicht wurde. Von 1963 bis 1965 studierte Weber am Institut für Literatur „Johannes R. Becher“ in Leipzig. Daneben war er freier Mitarbeiter der vom Zentralrat der FDJ herausgegebenen Studentenzeitschrift Forum. Bis 1967 arbeitete Weber als pädagogischer Mitarbeiter im Haus des Lehrers in Frankfurt/Oder und ab 1968 als freischaffender Schriftsteller. Er gehörte 1970 zu den Mitbegründern des Schweriner Poetenseminars.
1979 erhielt Weber den Alex-Wedding-Preis, 1983 den Nationalpreis der DDR III. Klasse für Kunst und Literatur.
Sein 1979 erschienener Roman Einzug ins Paradies sollte als literarische Vorlage für eine Fernsehserie dienen. Die Erstausstrahlung der nach seinem Drehbuch im Jahre 1983 produzierten sechsteiligen Fernsehserie Einzug ins Paradies erlebte er nicht mehr.
Weber wurde in der „Gräberzeile der Künstler und Schriftsteller“ auf dem Zentralfriedhof Friedrichsfelde in Berlin beigesetzt.

## Werke
- Mit Gabi in Bomsdorf. 1963
- Rio sieht Gespenster. 1967
- Treffpunkt Raststätte. 1967
- Sprung ins Riesenrad. 1968
- Folge einem Stern. 1970
- Meine Schwester Tilli. 1972
- Bin ich Moses? 1976
- Einzug ins Paradies. 1979
- Alter Schwede. 1984
- Vielgeliebter Belvedere. 1986

## Kinder-Hörspiele
- 1968: Ferien in Steinbach
- 1970: Reise zu Oxana – Regie: Uwe Haacke (Rundfunk der DDR)